# پائو پریم
پائو پریم (انگلیسی: Pau Prim؛ زادهٔ ۲۲ فوریهٔ ۲۰۰۶) بازیکن فوتبال اهل اسپانیا است که در پست هافبک برای باشگاه بارسلونا در لا لیگا بازی می‌کند.
وی همچنین در تیم‌های ملی فوتبال زیر ۱۶ سال اسپانیا و زیر ۱۷ سال اسپانیا بازی کرده‌است.